# Caidico (Ort)
Caidico (Caidicu) ist ein osttimoresischer Ort im Suco Hatuquessi (Verwaltungsamt Liquiçá, Gemeinde Liquiçá). Das Zentrum des Dorfes liegt im Südwesten der Aldeia Caidico in einer Meereshöhe von 731 m. Es befindet sich nah der Grenzen zu den Aldeias Caicoletohoho und Tautalo. Südwestlich liegt der Ort Caicoletohoho, südöstlich der Ort Lebusalara und nordöstlich die Orte Nunubrihati und Hatuquessilete.